# Gërmia-Park

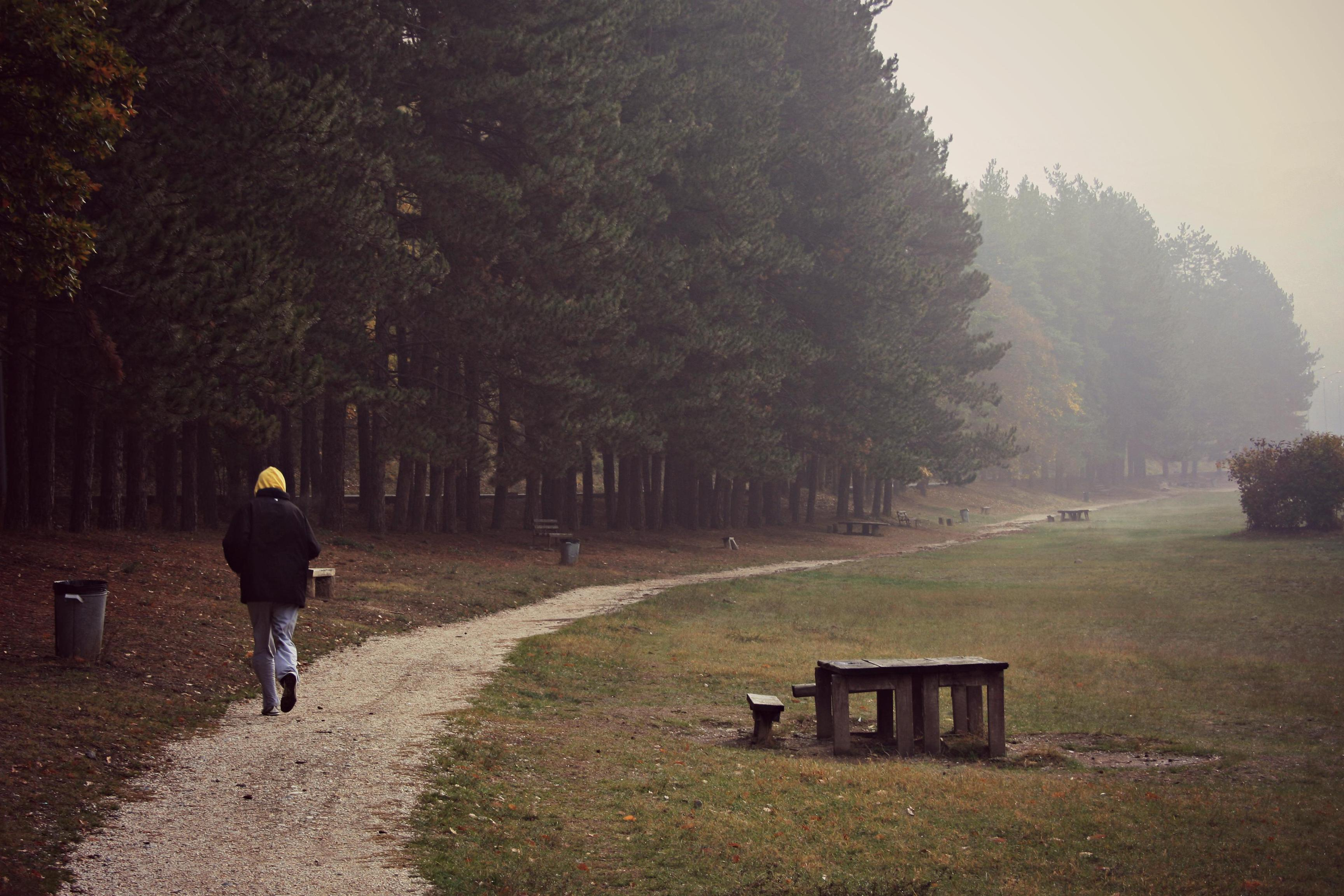
Besucherin unterwegs im Park

Der Gërmia-Park (albanisch Parku i Gërmisë; serbisch Парк природе Грмија Park prirode Grmija) ist der Stadtpark in der kosovarischen Hauptstadt Pristina, Naherholungsgebiet und ein nationales Landschaftsschutzgebiet. Er erstreckt sich über Hügel und Täler östlich der Stadt mit dem Haupteingang am nordöstlichen Stadtrand.
Schon 1966 wurde ein „Wald für Picknick“ unter Schutz gestellt. 1987 wurden 1125 Hektar als Naturpark ausgewiesen. Seit 2016 sind 2302 Hektar als Landschaftsschutzgebiet (IUCN-Kategorie V) geschützt.

## Geographie
Das Gërmia-Hügelland erstreckt sich – je nach Quelle – über 56 bis 62 Quadratkilometer. Es gehört zum Gollak-Gebirge, das sich im kosovarisch-serbischen Grenzgebiet erstreckt. Im Gipfel Maja e Butosit/Butovcit erreicht es mit 1065 m. i. J. den höchsten Punkt. Der tiefste Punkt hat eine Höhe von 663 m. i. J.:4, 7, 12 ff.
Der Park grenzt im Westen an den Großraum Pristina, im Süden an den Badovac-Stausee und im Osten und Westen an wenig bewohntes Hügelland. Tiefe Täler schneiden sich in die Hügel. Es gibt zahlreiche Quellen. Die wichtigsten Flüsse sind Prishtina, Vellusha und Badoc.

## Flora und Fauna

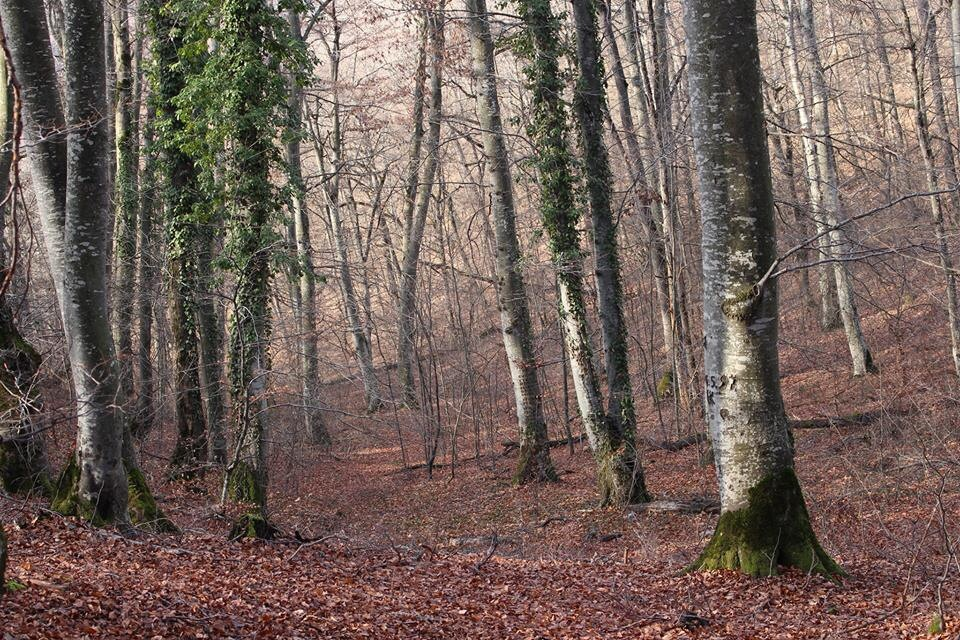
Wald im Gërmia-Park

Die Artenvielfalt im Park ist groß. Es wurden 610 Arten von Gefäßpflanzen und 83 Pilzarten nachgewiesen. Fünf Arten sind endemisch, kommen also nur lokal vor.
Die Region ist stark bewaldet. Drei Viertel der Parkfläche werden von Wald bedeckt. Bis 600–700 m. i. J. kommen vor allem Mazedonische Eiche (Quercus trojana) und Ungarische Eiche (Quercus frainetto) vor. Die Obergrenze der Gemeinen Hainbuche (Carpinus betulus) und der Traubeneiche (Quercus petraea) liegt bei 800 m. i. J. respektive 870 m. i. J. Darüber wachsen Buchen (Fagus sylvatica).
Auch zahlreiche Tiere wurden im dichten Wald nachgewiesen, darunter fünf Arten von Amphibien, sieben Arten von Reptilien, 19 Säugetierarten und 30 Vogelarten.
Die Aufwertung des Schutzes für den Park als Landschaftsschutzgebiet wurde mit der Bedrohung von `Pflanzen- und Tierarten begründet, die immer mehr bedroht waren und zum Teil ganz verschwunden sind.:4

## Erholungsraum
Ein Gebiet von etwa 41 Hektar ist als Erholungsraum ausgewiesen. Beim Parkeingang im Nordosten von Pristina befindet sich ein großes Freibad. Von dort zieht sich ein flaches Tal rund zwei Kilometer in die Hügel hinein. Vor allem im unteren Bereich ist es noch breit, mit flachen, bis zu 80 Meter breiten Wiesen. Je weiter das Tal sich nach Südosten in den Park erstreckt, umso schmaler wird es.
Der Park im Wald bietet frischere und kühlere Luft als die Stadt. Die Wege und Wiesen werden zur Erholung, für Picknicks und Sport genutzt. Es gab früher ein Hotel und gibt noch immer Restaurants und Sportfelder. Im Winter wurde früher ein kleiner Skilift betrieben.
Der Park wird auch schon für Veranstaltungen genutzt, unter anderem 2018, 2019 und 2022 für das Sunny Hill Festival, das von Dua Lipa und ihrem Vater Dukagjin Lipa organisiert wird. Aufgrund des beschränkten Raums wurde der Standort im Gërmia-Park von den Organisatoren 2022 als zu klein erachtet. Ein neuer Standort fand sich aber auf die Schnelle nicht. Umweltaktivisten kritisierten die Standortwahl, da sie eine Beeinträchtigung für Fauna und Flora im Schutzgebiet befürchteten. Seit 2024 findet das Festival in Bërnica e Poshtme statt, wo mehr als nur 15.000–20.000 Zuschauer teilnehmen können.

Außerhalb des ausgewiesenen Erholungsraums stehen Spaziergängern, Wanderern, Läufern und Mountain-Bikern noch zahlreiche Wege quer durch den Park zur Verfügung.

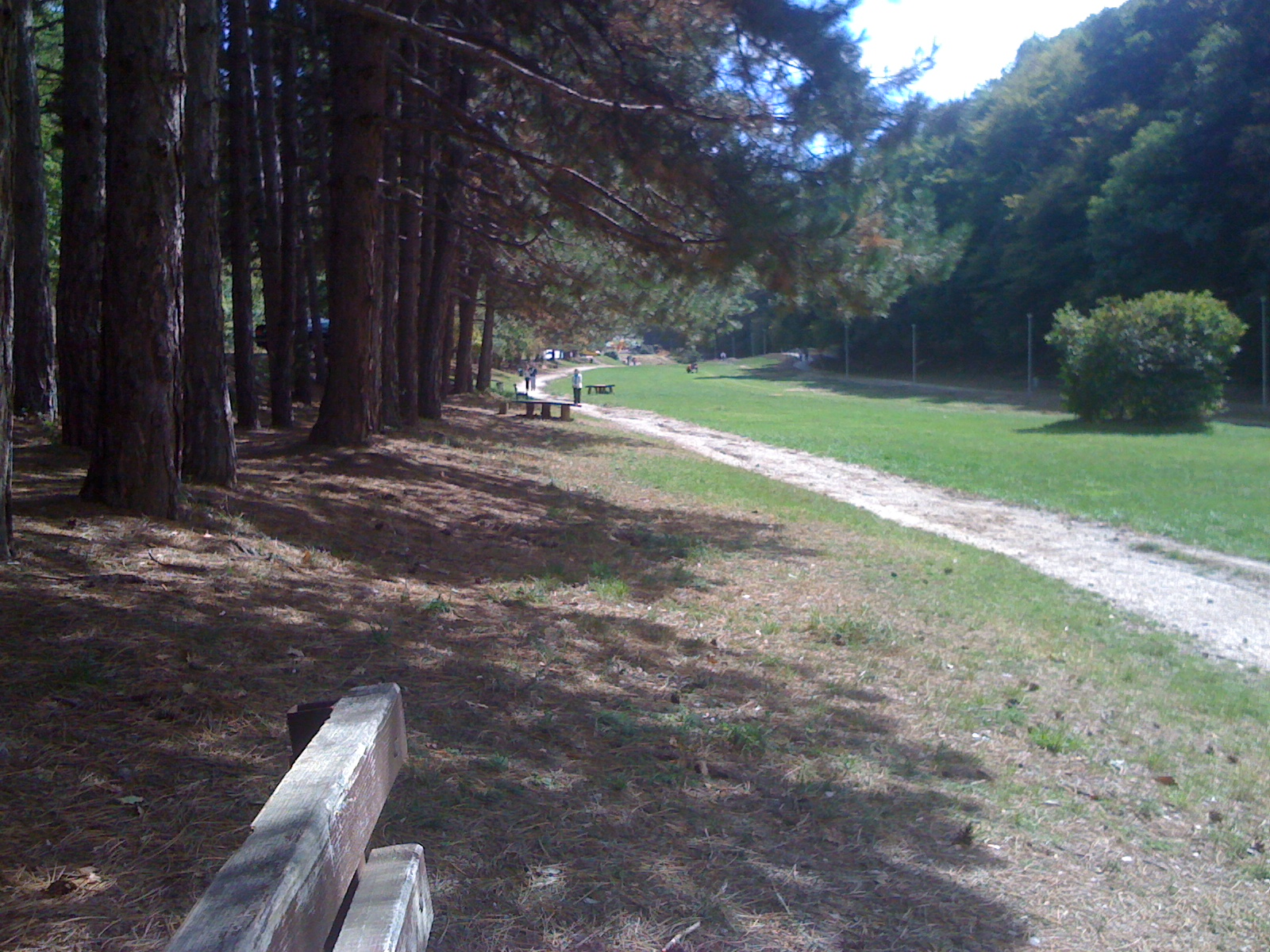
Erholungsbereich
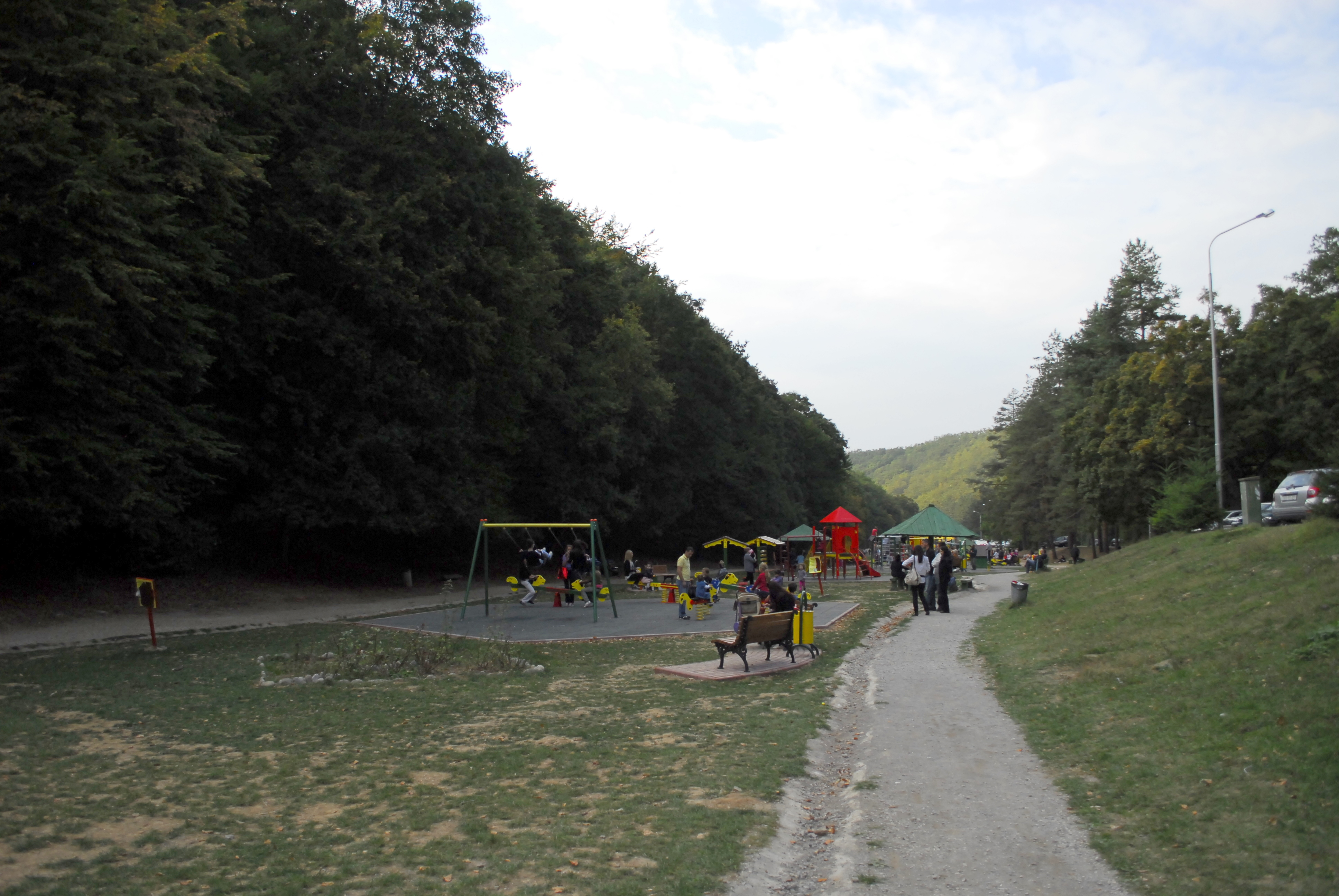
Spielplatz
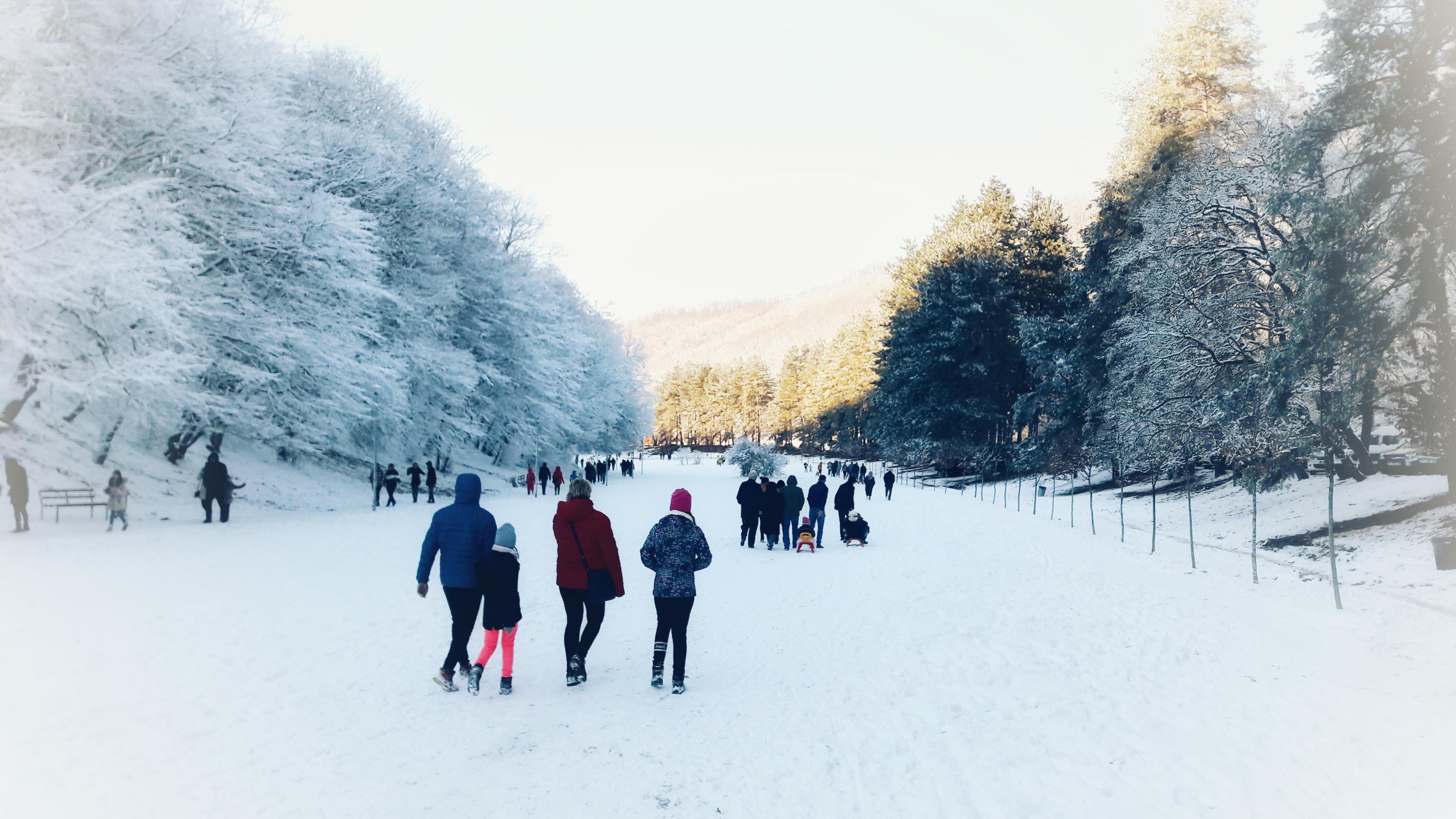
Winter im Park
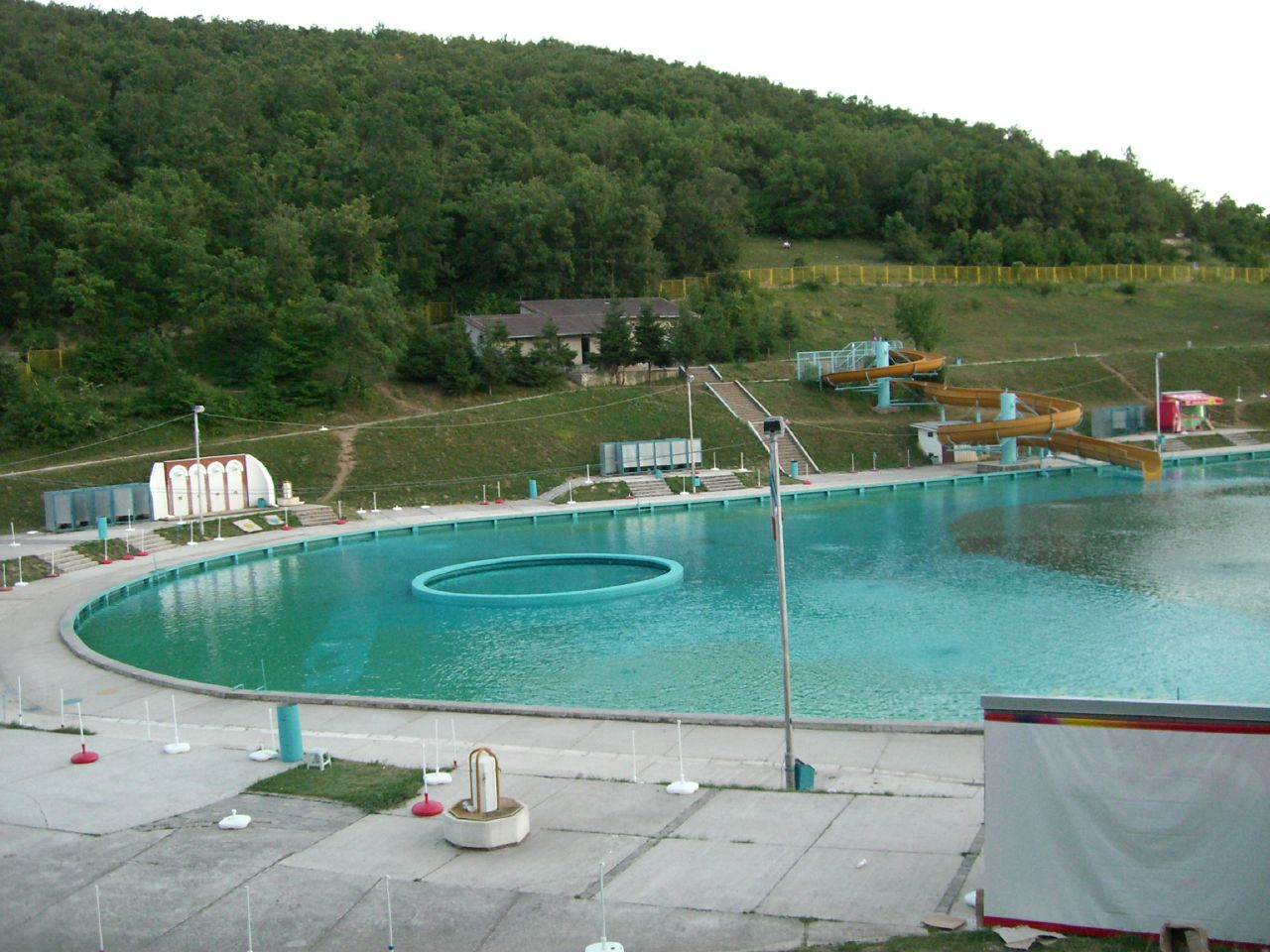
Schwimmbad
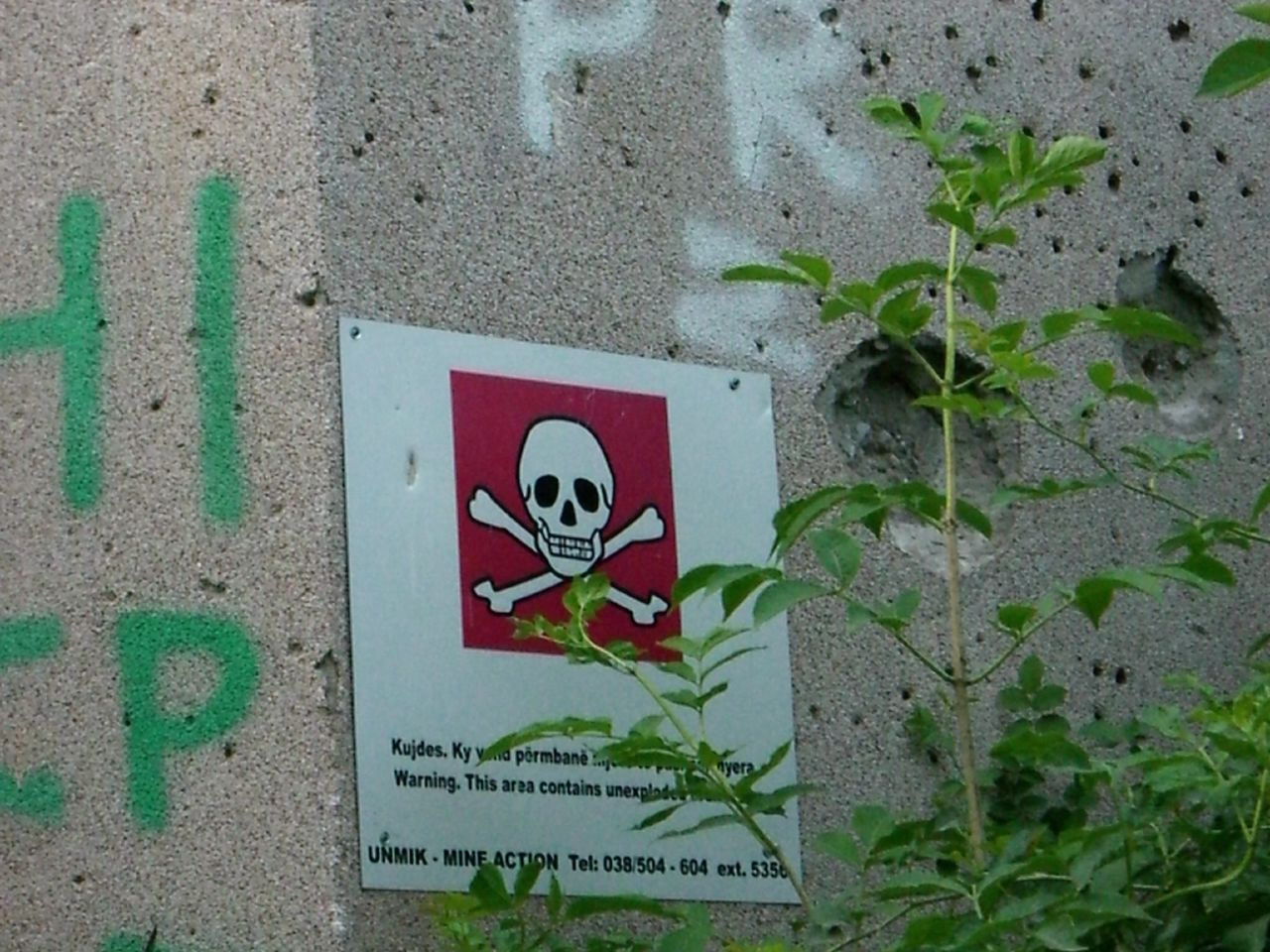
Warnung vor Landminen im Jahr 2006
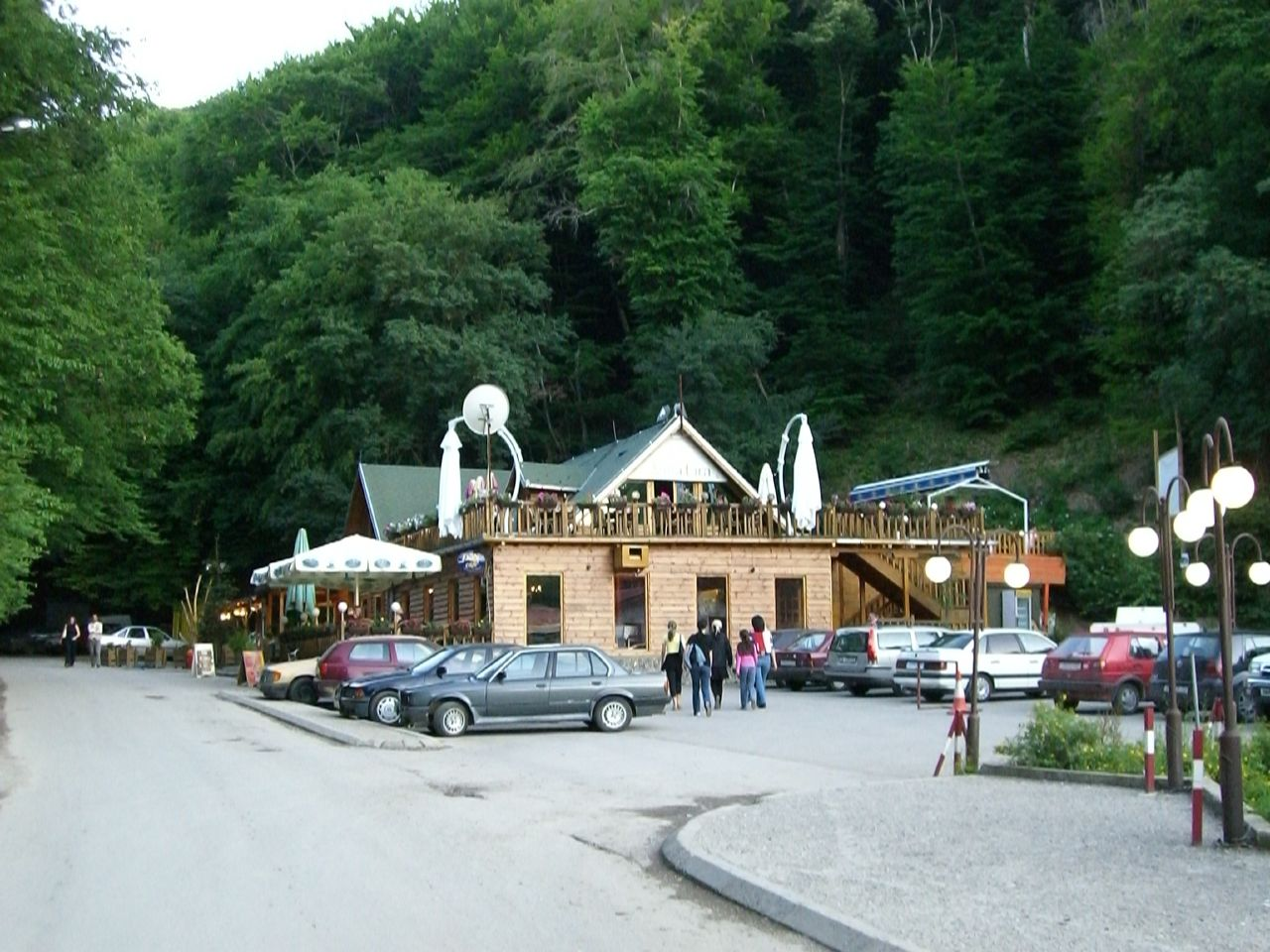
Restaurant

## Bärenpark

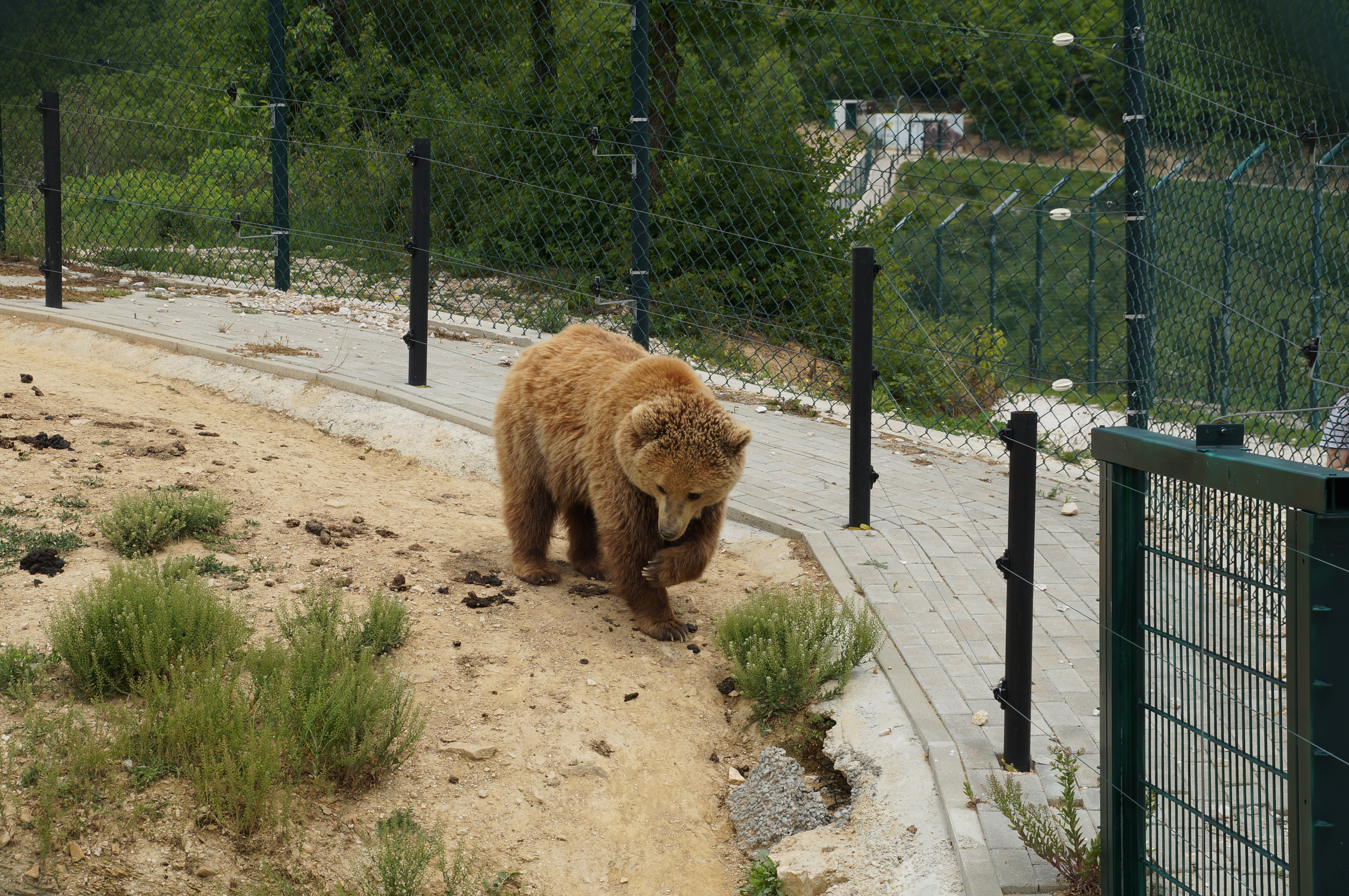
Braunbär im Bärenwald Pristina

Im Südosten des Gërmia-Parks befindet sich ein Bärenpark, eine Auffangstation für illegal in Gefangenschaft gehaltene „Restaurant-Bären“ aus dem Kosovo und angrenzende Länder. Die Tiere, die nicht mehr ausgewildert werden können, weil sie zu fest an Menschen gewohnt sind, können hier einen artgerechten Lebensabend verbringen. Die Anlage steht auch Besuchern offen.